# Náporky
Náporky jsou pravěké hradiště na návrší o nadmořské výšce 250 m, uprostřed zástavby města Oslavany v okrese Brno-venkov, vzdálené přibližně půl kilometru severozápadně od středu města. Nachází se u řeky Oslavy, sevřené jejími přítoky Ketkovickým potokem a potokem Balinkou. Z návrší vybíhá severozápadním směrem úzká šíje, jinak je obklopeno příkrými svahy. Výška od paty návrší je 30 metrů. Pravěké osídlení je podle dosavadních nálezů datováno do období jevišovické kultury a kultury horákovské. V místě, kde se nacházelo hradiště, dnes stojí rozhledna.

## Etymologie

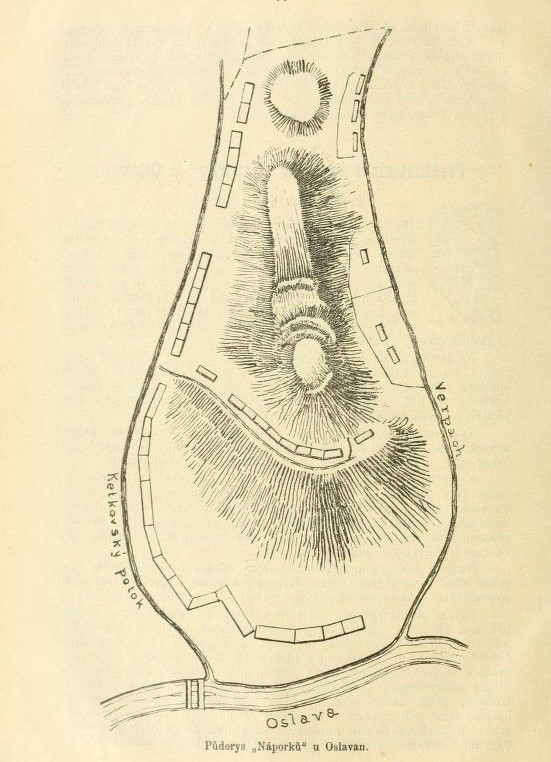
Půdorys návrší Náporky (ilustrace z časopisu Vlasteneckého spolku muzejního v Olomouci, ročník 1893)

Původ názvu lokality je nejasný. Jan Knies usuzoval, že název Náporky je zkomoleninou česko-německého výrazu Na Burgu. Další možností je, že návrší bylo nazváno podle větrných náporů ve směru od řeky Oslavy, kterým je tato malá vyvýšenina vystavena.

## Historie a současnost
Osídlení v této lokalitě se datuje dle doložených nálezů (fragmenty keramiky, kosti zvířat, opracované kamenné úlomky) od pozdní doby kamenné. Při archeologických průzkumech byly lokalizovány na severozápadně se svažujícím výběžku pozůstatky tří obranných valů a příkopů. Na místě stával kdysi také větrný mlýn. Na mapě III. vojenského mapování je zřejmá kartografická značka větrného mlýna a tento mlýn je zmiňován i v publikaci Větrné mlýny na Moravě a ve Slezsku (Václav Burian, r. 1965) pod č. 378. 
V roce 2018 byla na návrší postavena turistická dřevěná rozhledna, z níž je výhled na centrum města Oslavany. Přístup k rozhledně je veden úzkou stezkou z ulice Náporky (označená branka mezi domy č. 167/1 a 478/2). Z vrcholu Náporek vede stezka i opačným směrem do ulice Růžová. V rozponu mezi těmito stezkami se nacházel pod akropolí hradiště (elipsa o průměru zhruba 25 metrů) ještě další krátký obranný val a příkop.  

## Archeologický výzkum
Lokalitu objevil a zdokumentoval roku 1884 Václav Čapek, oslavanský amatérský archeolog, ornitolog a učitel. Po něm se průzkumem lokality zabýval jeho současník Jan Knies, který prozkoumal valy a čtyři další sídlištní objekty. Ve 30. letech 20. století se hradištěm zabýval Vilém Gross.
Inocenc Ladislav Červinka v roce 1942 prohlásil, že se v lokalitě také nacházel středověký hrádek, avšak žádné nálezy, které by jeho tvrzení podpořily, nebyly nalezeny.